# Judit Subirachs i Burgaya
Judit Subirachs i Burgaya   (Barcelona, 11 de març de 1959) és una historiadora de l'art catalana, filla de l'escultor Josep Maria Subirachs i Sitjar i germana del dibuixant de còmics Roger Subirachs i Burgaya.

## Biografia
Estudià Història de l'Art i es doctorà en aquesta especialitat per la Universitat de Barcelona. Va treballar a l'Institut Amatller d’Art Hispànic entre els anys 1980 i 1983 i fou coordinadora general del Centre d'Història Contemporània de Catalunya entre 2001 i 2004, on treballà com a funcionària del Cos Superior de la Generalitat de Catalunya (1985-2004). Des del 2004 és la conservadora de l'obra del seu pare Josep Maria Subirachs. També és assessora del Museu de Montserrat.
Ha participat en diverses publicacions científiques i centres d'estudis. Així, ha estat membre del consell de redacció de la revista Afers. Fulls de Recerca i Pensament (Catarroja, País Valencià); del Centre d’Estudis Historiogràfics (CEH), secció del Centre d'Estudis Històrics Internacionals (CEHI) de la Universitat de Barcelona, i va fundar i participar en el consell de redacció d’El Contemporani. Revista d’Història (Barcelona). També ha col·laborat a publicacions periòdiques, com ara Afers. Fulls de Recerca i Pensament, Avui, El Propileu, Revista de Catalunya, Acta numismàtica, Anuari Verdaguer, El Contemporani i Serra d’Or, entre d'altres.
Com a historiadora de l'art, s'ha especialitzat en l'escultura del segle xix i començaments del xx i en l'obra del seu pare, havent participat en diversos congressos i col·loquis o donant conferències a Barcelona, Escaldes-Engordany (Principat d’Andorra), Esplugues de Llobregat, Igualada, Mataró, Molins de Rei, Olot, Rubí, Sabadell, Terrassa, Tona, Vic i Vilanova i la Geltrú. També ha estat comissària d'exposicions a Barcelona, Escaldes-Engordany, Mataró, Montserrat, Sant Andreu de Llavaneres, Sant Boi de Llobregat, Saragossa, Sitges, Terrassa i Vilafranca del Penedès.

## Publicacions
- L'escultura del segle xix a Catalunya. Del Romanticisme al Realisme (1995)
- Escultura moderna i contemporània, amb Joan-Ramon Triadó (1998)
- Subirachs a Catalunya. Obra en espais públics (2006)
- Subirachs a Barcelona (2012)